# Фазлыев, Марат Мадарисович
Фазлыев Марат Мадарисович (родился 8.5.1967, Уфа) — терапевт, доктор медицинских наук (2005), профессор (2006); начальник Федерального казенного учреждения здравоохранения «Медико-санитарная часть Министерства внутренних дел Российской Федерации по Республике Башкортостан» сокращенное наименование ФКУЗ «МСЧ МВД России по Республике Башкортостан».

## Биография
Фазлыев Марат Мадарисович родился 8 мая 1967 года в Уфе.
В 1992 году успешно окончил Башкирский государственный медицинский институт по специальности «Лечебное дело». После окончания института с 1993 по 1996 год обучался в аспирантуре по специальности «Внутренние болезни».
В 1996 году защитил диссертацию на соискание учёной степени кандидата медицинских наук.
В 2005 году защитил докторскню диссертацию.
С 1996 преподаёт в Башкирский государственный медицинский институте.
С 2002 года работает в институте дополнителmного профессионального образования, одновременно начальником госпиталя медико-санитарной части МВД по Республике Башкортостан.

## Научная деятельность
Научая деятельность Фазлыева Марата Мадарисовича посвящена вопросам гематологии, кардиологии, ревматологии, изучению клинико-патогенетических и диагностических особенностей геморрагического васкулита, патологии гемостаза. При его непосредственном участие разработан способ дифференциальной диагностики форм геморрагического васкулита.
Является автором около 130 научных работ. Под его руководством защищены 2 кандидатские диссертации, опубликовано более 200 печатных работ, 3 патента на изобретение.